# Завальнюк, Вячеслав Дмитриевич
Вячеслав Дмитриевич Завальнюк (укр. В'ячеслав Дмитрович Завальнюк; род. 10 декабря 1974, Киев, Украинская ССР, СССР) — украинский хоккеист, выступавший на позиции левого защитника. Начальник сборной Украины по хоккею с шайбой, вице-президент Федерации хоккея Украины. Кавалер ордена «За заслуги» III степени (2008).

## Биография
Выступал за киевские клубы ШВСМ, «Сокол», а также за команды из России: московские «Динамо» (серебряный призёр МХЛ-1996) и «Крылья Советов», нижнекамский «Нефтехимик», питерский СКА, новосибирскую «Сибирь», магнитогорский «Металлург» (чемпион России-2007) и череповецкую «Северсталь».
В сборной Украины выступал на всех чемпионатах мира с 1999 по 2007 годы, сыграл на Олимпиаде в Солт-Лейк-Сити.
Работал генеральным менеджером в «Соколе» (2007—2008, 2010—2011, 2012—2013), сборной Украины (2007—2011). Президент клуба «Гайдамаки» Винница (2011—2012).
Летом 2024 года вошёл в тренерский штаб клуба МХЛ «Чайка» Нижний Новгород. Директор киевского «Сокола» Вячеслав Лецкан после этого заявил о выводе Завальнюка из числа соучредителей команды. Пресс-служба Федерации хоккея Украины в своём заявлении назвала Завальнюка предателем, а его поступок — позорным и инициировала процедуру начала лишения Завальнюка всех спортивных и государственных званий, в частности, врученного в 2008 году ордена «За заслуги» III степени.